# Pavel Klinecký
Pavel Klinecký (* 26. prosince 1954 Praha) je český teolog, farář Českobratrské církve evangelické, publicista a moderátor.

## Životopis
Po maturitě na průmyslové škole studoval od roku 1975 Komenského evangelickou bohosloveckou fakultu. Během studií, roku 1977, se oženil se studentkou herectví Milenou Sílovou. Od 1. listopadu 1981 se stal seniorátním vikářem v Pražském seniorátu Českobratrské církve evangelické. Dne 13. prosince téhož roku byl ordinován. Mezi 15. prosincem 1981 a 15. červencem 1983 absolvoval náhradní vojenskou službu v ČKD. V den, kdy ji skončil, ukončil také působení seniorátního vikáře a od 16. července 1983 působil coby vikář ve sboru v Praze–Modřanech. Po přibližně deseti letech, 31. ledna 1993, zdejší službu ukončil a přešel do sboru v Praze–Strašnicích. V něm od 1. února toho roku působil jako vikář a od 1. dubna 1995 do 30. října 2016 coby farář. Od listopadu 2016 do konce roku 2022 byl farářem v evangelickém sboru v Třebenicích. Mezi roky 2003 a 2009 zastával pozici prvního náměstka synodního seniora, jímž byl v tu dobu Joel Ruml.
Je otcem pěti dětí.

## Dílo
Klinecký je autorem publikace Katechismus pro děti a dospělé. Současně byl vedle kněze Zbigniewa Czendlika též jedním ze dvou moderátorů pořadu České televize nazvaného Uchem jehly, než jej roku 2022 po změně kulturní redakce a přesunu do brněnského studia nahradila duchovní Církve československé husitské Martina Viktorie Kopecká. Podílel se na scénáři televizního seriálu Broučci (1995) a Broučci – Dobrodružství na pasece (1997) v roli odborného poradce.